# Почвы Армении
Армения — страна с разнообразным почвенным покровом, который включает 5 почвенных пояса и 14 типов почв.
| Пояс          | Территория (тыс. га) | Области распространения                                               | Типы почв, территория их распространения (тыс. га) и доля в почвенных ресурсах Армении                                          | Высота над у. м. |
| ------------- | -------------------- | --------------------------------------------------------------------- | --- | ---------------- |
| Степной       | 797 (30.4 %)         | Арагацотн, Арарат, Гегаркуник, Лори, Котайк, Сюник, Вайоц-Дзор, Ширак | Чернозёмные — 718 (27.4 %), луго-чернозёмные — 13 (0.5 %), пойменные — 48 (1.8 %), почвогрунты — 18 (0.7 %)                     | 1300-2450        |
| Лесной        | 712 (27.4 %)         | Арарат, Арагацотн, Гегаркуник, Лори, Котайк, Сюник, Тавуш             | Бурые — 133 (5.2 %), дернокарбонатные — 15 (0.6 %), коричневые — 564 (21.6 %)                                                   | 500-2400         |
| Горно-луговой | 629 (24 %)           | Арарат, Арагацотн, Гегаркуник, Лори, Котайк, Сюник, Вайоц-Дзор, Тавуш | Горные луговые — 346 (13.2 %), лугово-степные — 283 (10.8 %)                                                                    | 2200-4000        |
| Сухой степной | 242 (9.2 %)          | Арарат, Арагацотн, Котайк, Сюник, Вайоц-Дзор                          | Каштановые — 242 (9.2 %) | 1250-1950        |
| Полупустынный | 236 (9 %)            | Арагацотн, Арарат, Армавир, Котайк, Ереван                            | Полупустынные бурые — 152 (2.8 %), орошаемые бурые — 53 (2 %), палеогидроморфные — 2 (0.1 %), солончаково-щелочные — 29 (1.1 %) | 850-1250         |
| Пустынный     | 0,2                  | Арарат                                                                | Песчаные — 0,2 | 900-950          |

- Вышепредставленные пояса занимают территорию 2616 тыс. га (87,96 %), 358.3 га (12,04 % территории Армении) — составляют воды, выходы коренных пород, пески и другие территории.

## Степные

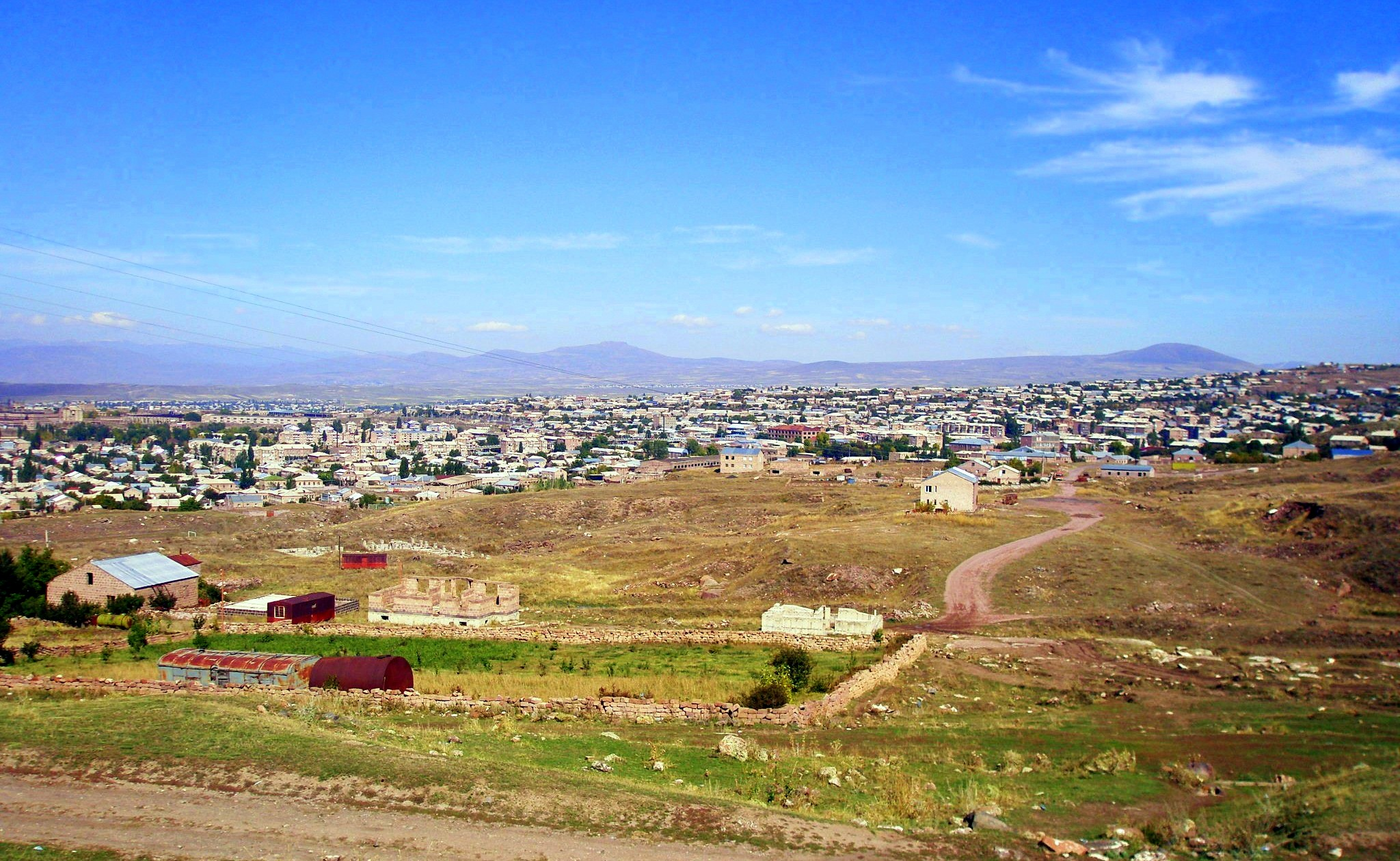
Ширакская равнина — место распространения чернозёмов, почвогрунтов и пойменных почв.

Степные почвы включают чернозёмы, луговые чернозёмы, пойменные земли и почвогрунты.
Чернозёмы сформировались в Араратской равнине, Ширакском плоскогорье (Ширакская котловина и др. территории), Лорийских степях (Лорийская котловина и др. территории), Севанском бассейне, на территориях плоскогорий и относительно некрутых горных склонах Зангезура высотой 1300—2450 м. Характеризуются различным содержанием гумуса (3,5-12 %), с поглощаемостью выше среднего (35-55 мг/экв), высокой агрегированностью, в основном нейтральной, иногда слабо-кислой и слабо-щелочной реакцией (pH=6.0-8.2), а также наилучшими показателями с точки зрения состава и водно-физических свойств.
Луговые чернозёмы сформировались в пределах распространения чернозёмов, в условиях поверхностного или грунтового увлажнения. В основном распространены в Лорийских степях, Ширакском плоскогорье и бассейне озера Севан.
Очень близки к обезизвествленным чернозёмам, из-за особых гидрологических условий содержат значительные количества органических веществ. Содержание гумуса велико; составляет 10-13 %. Почва имеет слабо-кислую реакцию; сумма поглощаемых катионов в 100 г почвы достигает 57 мг/экв.
Пойменные почвы находятся в долинах рек и на освобождённых от вод Севана прибрежных территориях. Содержание гумуса низкое (2-4 %). Значительно содержание поглощённого магния. Почва имеет нейтральную, иногда слабо-щелочную реакцию (pH=6.9-8.1) и различные объёмы поглощения (14-35 мг/экв).
Почвогрунты сформировались на освобождённых прибрежных территориях озера Севан вследствие падения уровня воды. Почва занимает значительную территорию и характеризуются песчано-глиняным механическим составом, щебёнчатой структурой и очень низким содержанием гумуса (0,3-0,5 %).

## Лесные
Лесные почвы включают бурые лесные, дернокарбонатные и лесные коричневые типы почв.
Лесные бурые почвы сформировались на горных склонах высотой 1800—2250 м. Часто содержат глину. Значительно загумусированы (4-8 %), имеют средний объем поглощения (28-34 мг/экв), кислую реакцию (pH=4,6-5.9) и благоприятные водно-физические свойства.
Лесные дернокарбонатные почвы расположены на складчатых горах средних высот Гугарка, Ахума и Баргушата. Характеризуются значительной гумусностью (7,5-11 %), нейтральностью в верхних слоях (pH=7.0-7.4), в нижних слоях щелочной реакцией (pH=7.8-8.5), насыщенным щелочными основаниями средним и выше среднего объёмом поглощения (37-56 мг/экв), глинистым и глино-песчаным механическим составом.
Лесные коричневые почвы распространены на горных хребтах Гугарка, Памбака, Зангезура высотой 500—1700 м и на солнечных сухих склонах высотой 2400 м. Характеризуются заглиненностью, значительной каменистостью, глинистым и глино-песчаным механическим составом, значительной гумусностью (4-10 %), средним объёмом поглощения (30-44 мг/экв), содержанием карбонатов, удовлетворительными водно-физическими свойствами.

## Горно-луговые
Горно-луговые почвы включают горно-луговые и лугово-степные типы почв.
Горно-луговые почвы присутствуют на территориях расчлененных горных склонов и плоскогорий, на высотах 2200—2600 м и выше, в условиях холодного и влажного климата. Имеют высокое содержание гумуса (13-20 %), легкий механический состав и рыхлую структуру, относительно низкую поглотительную способность (15-20 мг/экв), кислую реакцию (pH=4.8-5.5) и благоприятные водно-физические свойства.
Лугово-степные почвы расположены на высотах 1800—2600 м. Имеют относительно высокое содержание гумуса (8-13 %), нейтральную или слабо-кислую реакцию (pH=5.5-6.8), большой объем поглощения, средний и низкий глино-песчаный механический состав и благоприятные водно-физические свойства.

## Сухие степные
Сухие степные почвы включают только каштановые, которые формируются на высоте 1250—1950 м в сухих степных плоскогорьях в Араратской котловине, Вайке и Зангезуре, в межгорных долинах и горных склонах. Характеризуются средним содержанием гумуса (2-4 %), каменистостью, наличием частично сцементированного и ярко выраженного иллювиально-карбонатного горизонта. Имеют слабо-щелочную реакцию (pH=7.4-8.5), средний объем поглощения (30-35 мг/экв) и неблагоприятные водно-физические свойства.

## Полупустынные
Полупустынные почвы включают полупустынные бурые, орошаемые бурые луговые, палеогидроморфные связанные щелочные и гидроморфные солончаково-щелочные почвы.
Полупустынные бурые почвы занимают низменные пространства Араратского предгорного пояса на высотах 850—1250 м. Характеризуются небольшим гумусным слоем (25-40 см) и малым его содержанием (2 %), каменистостью и ощутимым содержанием карбонатов. Ниже карбонатного горизонта встречаются гипсоносные слои, имеющие малую поглощаемость (20-30 мг/экв), неудовлетворительные водно-физические свойства. Они насыщены почвенно-щелочными основаниями (pH=7.5-8.5), местами засолены.
Орошаемые бурые луговые почвы сформировались в Араратской равнине на высоте 800—950 м, в условиях совместного воздействия грунтовых и поверхностных режимов увлажнения и многовековой деятельности человека. Глубина гумусного слоя составляет 80-120 см. Почва характеризуется высоким содержанием карбонатов (3-7 %) и низким содержанием гумуса (1,5-2,0 %), глинистым и глино-песчаным механическим составом. Щелочная реакция почвы — 8.2-8.5. Почва в основном не засолена, однако встречаются территории, которые под действием подземных минерализированных вод слабо засолены и неалкализированы. Средняя поглощаемость почвы составляет 30-40 мг/экв. Имеет удовлетворительные гидрофизические свойства.
Палеогидроморфные взаимосвязанные алкалиозированные почвы находятся на разноцветных глинах, встречаются в примыкающих к Еревану местностях. Характерны рассеченностью, маломощностью, глинистым механическим составом, малым содержанием гумуса (0,8-2,6 %) и карбонатов (4-12 %), засоленностью (0.8-2.5 %), слабо-щелочной реакцией, гипсацией и средней поглощающей способностью. Имеют очень неблагоприятные воднофизические свойства.
Гидроморфные солончаково-щелочные почвы сформировались на Араратской равнине, в местностях, где грунтовые воды минерализированы и близки к поверхности земли (1-2 м). Они характеризуются значительным засолением (1-3 %), значительной карбонатностью, слабой гумусностью (<1.0 %), высокой щёлочностью (pH 9-11) и содержанием поглощённого натрия. Значительное место в составе солей занимает сода, которая затрудняет мелиорацию земель.